# Castelo Couston
O Castelo Couston (em inglês:  Couston Castle) é um castelo do século XVI localizado em Aberdour, Fife, Escócia.

## História
No final do século XII, Robert de London, um filho ilegitimo do Rei Guilherme I da Escócia adquiriu o castelo e outras terras em Fife a Roger Frebern.
No século XVI, o castelo é documentado como sendo um castelo fortificado e bem protegido por artilharia.
Encontra-se classificada na categoria "A" do "listed building" desde 5 de fevereiro de 1971.
No início de 1980, o castelo foi comprado por Alastair Harper, um empresário de Dunfermline que iniciou o restauro do mesmo.